# Dirty Pretty Things (band)
Dirty Pretty Things was een Engelse rockband die in 2005 gevormd werd door Carl Barât. Na het uiteenvallen van The Libertines nam Barât drummer Gary Powell mee en vroeg daarnaast gitarist Anthony Rossomando en Didz Hammond om een nieuwe band te creëren.
In 2006 werd het debuut Waterloo to Anywhere uitgebracht met als leadsingle "Bang Bang You're Dead". Het album bereikte de derde plaats in de Britse Album Chart. Twee jaar later kwam het vervolgalbum Romance at Short Notice uit. In oktober 2008 maakten de bandleden bekend uit elkaar te gaan om hun eigen projecten te realiseren.

## Biografie

### 2005 - 2006: Ontstaan
Carl Barât begon in de herfst van 2004 na het einde van The Libertines meteen met een nieuw muzikaal project. Bijna direct na de opsplitsing tekende hij een contract bij het Engelse Vertigo Records. Barât werkte eerst een tijd zelf aan muziek voordat hij besloot Libertines-drummer Gary Powell als bandlid te vragen. Daarnaast kwamen de Amerikaanse Anthony Rossomando (die Pete Doherty verving tijdens zijn absentie bij The Libertines in 2004) en The Cooper Temple Clause-bassist Didz Hammond om de band compleet te maken. De band hield een aantal optredens in Italië en Frankrijk en op 18 oktober 2005 maakte Barât zijn nieuwe band bekend. Hij deed dat in de Triptyque Club in Parijs, dezelfde stad waar The Libertines hun laatste optreden hielden.
Die avond beginnen Barât en Rossomando met een aantal akoestische Libertines-nummers, waarna Hammond en Powell het podium opkomen voor de rest van de set. Na het laatste (Libertines-)nummer "I Get Along" volgde een invasie van het publiek op het podium. Na het optreden vertelde Barât "Ik heb er een jaar over gedaan om mezelf bij elkaar te rapen en me af te vragen wat ik wilde. Dat was niet het continu proberen te redden van The Libertines, waar ik emotioneel erg diep voor moest gaan." Over het vertrek van Hammond bij The Cooper Temple Clause vertelde hij: "het was niet mijn intentie om Didz van The Cooper Temple Clause af te pakken. Het viel gewoon op zijn plaats. Om opnieuw te beginnen is een enorme uitdaging voor ons, maar ik denk dat we dat hebben bereikt."
Aanvankelijk besloten de bandleden de naam 'The Bearded Clam Lovers Experience' ('bearded clam' als straattaal voor vagina) aan te houden. Later werd voor de naam Dirty Pretty Things gekozen, een naam die afgeleid werd van Barâts clubavond in verschillende Londense clubs. Er ontstonden echter problemen met de naam omdat er al een band was uit Salisbury met dezelfde naam. Na overleg besloot deze band hun naam af te staan en door te gaan als Mitchell Devastation. Later bleek er ook een Australische band te zijn met de naam Dirty Pretty Things. Ook zij boden aan om hun naam te veranderen. Om verwarring te voorkomen werd Barâts clubavond omgedoopt tot Bright Young Things.

### 2006 - 2007: Debuutalbum
In februari 2006 begon Dirty Pretty Things aan hun eerste Engelse toer van 13 optredens, die allen binnen 20 minuten werden uitverkocht. Hierop werd besloten in maart en april een nieuwe Britse concertreeks te houden. In februari werd ook een nieuw nummer uitgebracht: "Deadwood" werd op de website van Dirty Pretty Things geplaatst. De eerste single "Bang Bang, You're Dead" volgde op 24 april en behaalde een vijfde plaats in de Britse Singles Chart. Andere nummers die op het debuutalbum gingen verschijnen, kwamen ook uit: "Gin and Milk" werd geleverd bij de eerste single en "You Fucking Love It" werd meegeleverd in de april-uitgave van NME. De band werkte in 2006 aan het eerste album. Dat deden ze met twee producers op twee locaties: met Dave Sardy in Los Angeles en met Tony Doogan in Glasgow. Het album Waterloo to Anywhere werd op 8 mei uitgebracht. Na "Bang Bang, You're Dead" werden er nog twee singles uitgebracht: "Deadwood" en "Wondering". Waterloo to Anywhere werd in de Verenigde Staten in augustus 2006 uitgebracht.
Om het album te promoten, geeft de band vele concerten en gaan ze vele festivals af. Hun eerste Amerikaanse optreden was op het SXSW Festival in Texas. In Europa treedt de band op het Isle of Wight Festival, het Wireless Festival, T in the Park en het Ierse Oxegen Festival. In juli speelt de band enkele keren in het voorprogramma van de Red Hot Chili Peppers. Ook staat de band op London Calling, het festival in Paradiso voor aankomende Britse bands. Als Barât op vakantie in Taiwan is, breekt Barât zijn sleutelbeen tijdens een motorongeluk. Even wordt gevreesd dat de band zijn optredens in Noord-Amerika moet afzeggen, maar er wordt een verangende gitarist gevonden: The Paddingtons-bandlid Josh Hubbard. Op 16 oktober 2006 brengt de band de DVD Puffing on a Coffin Nail - Live at the Forum uit, gevuld met concertopnames en documentaires.

### 2007 - 2008:Romance at Short Noticeen opsplitsing

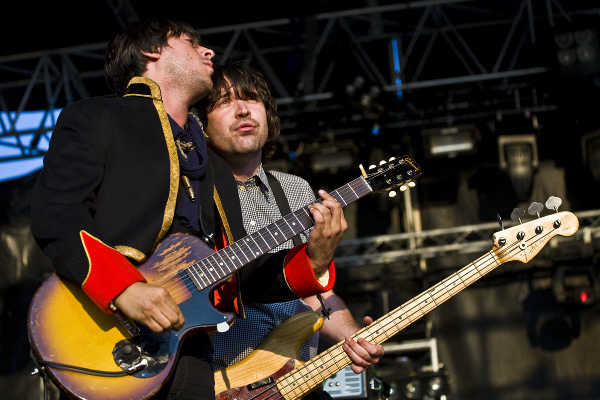
Carl Barât en Didz Hammond op het Redbourn Festival in 2007.

De band gaat in 2007 verder met toeren. Wederom spelen ze enkele malen in het voorprogramma van de Red Hot Chili Peppers. Ook speelt de band in het voorprogramma van Muse in het net geopende Wembley Stadium. In augustus speelt de band een concert in een gevangenis: In het Londense Pentonville Prison spelen ze een akoestische set. Ook The Enemy treedt daar op. De optredens staan in het teken van Wasted Youth, een campagne om zelfmoord bij jonge mannen te voorkomen. Er werd in de zomer van 2007 begonnen aan het vervolgalbum. De bandleden namen ongeveer 15 nummers op, waarvan de helft op het album belandde. Enkele nummers waren "Suits, Punks, Military," "How Can They Be Tired of England?," "Come Closer," "Plastic Hearts," "Buzzards and Crows," "Best Face in the Place," en "Company Man." Onder andere "Come Closer" werd in 2007 al live gespeeld.
In maart werd This Is Where The Truth Begins als titel voor het tweede album genoemd. Het plan was om het album in juni uit te brengen. Om dat album te promoten werd in mei en juni een Britse toer georganiseerd. Een maand voor de uitgave werd de titel veranderd in Romance at Short Notice. Op 30 juni werd het album uitgebracht. Het album kwam de Britse Album Chart binnen op plaats 35 en wist maar twee weken in de Chart te blijven. Het album bracht twee singles voort: "Tired of England" en "Plastic Hearts". Op 1 oktober werd bekendgemaakt dat Dirty Pretty Things uit elkaar ging. In een statement werd verklaard dat "het geweldige jaren waren die we zo opnieuw zouden beleven, maar het tijd is om nieuwe dingen te proberen. We zijn niet blij om het toeren op te geven, maar we zullen overal onze laatste waltz geven. We zijn even zeker over het stoppen als over het beginnen van deze band nadat we mooie toekomstplannen voor onszelf hebben gemaakt." De band had op dat moment een Engelse en Europese concertreeks gepland, die wel afgerond werd. Dirty Pretty Things' laatste concert vond plaats op 20 december in het Londense Astoria.

## Discografie

### Albums

#### Studioalbums
- 2006 • Waterloo to Anywhere
- 2008 • Romance at Short Notice

#### Dvd's
- 2006 • Puffing on a Coffin Nail - Live at the Forum

### Singles
- 2006 - "Bang Bang You’re Dead"
- 2006 - "Deadwood"
- 2006 - "Wondering"
- 2008 - "Tired of England"
- 2008 - "Plastic Hearts"